# باكو أيستاران
```markdown
فرانسيسكو مارتين "باكو" أيستاران بارانديران (بالإسبانية: Francisco Martín "Pako" Ayestarán Barandiarán) (ولد في 5 فبراير 1963) هو مدرب كرة قدم إسباني يشغل حالياً منصب المدرب المساعد في نادي أستون فيلا الإنجليزي الذي ينافس في الدوري الإنجليزي الممتاز.
أمضى أحد عشر عاماً كمساعد للمدرب رافائيل بنيتيز في عدة أندية منها فالنسيا وليفربول. وبعدها عمل بشكل مستقل في المكسيك، وإسرائيل، والبرتغال، بالإضافة إلى عودته للعمل في إسبانيا مع فالنسيا ونادي لاس بالماس في الليغا.

## المسيرة المهنية
وُلِد أيستاران في مدينة بياساين بمقاطعة غيبوثكوا في إقليم الباسك الإسباني. وبدأ مسيرته كلاعب شاب في أكاديمية ريال سوسيداد، لكنه لم يكمل طريقه كلاعب محترف، واتجه للعمل كمدرب للياقة البدنية. لاحقًا، أصبح مساعدًا للمدرب رافا بنيتيز، حيث رافقه في عدة أندية منها أوساسونا، إكستريمادورا، تينيريفي، فالنسيا وليفربول.

### فالنسيا
في عام 2001، انضم أيستاران إلى الجهاز الفني لفالنسيا برفقة بنيتيز. شهدت هذه الفترة نجاحًا كبيرًا، حيث تُوج النادي بلقب الدوري الإسباني مرتين (2001–02 و2003–04)، بالإضافة إلى الفوز بلقب كأس الاتحاد الأوروبي موسم 2003–04.

### ليفربول
في عام 2004، انتقل إلى نادي ليفربول الإنجليزي كمساعد للمدرب. عُرف أيستاران في تلك الفترة بتحديثه الكبير لبرامج اللياقة البدنية باستخدام أساليب تعتمد على البيانات، وبرامج تعافي فردية، كما أدخل تدريبات "تل باكو" الشهيرة في مركز ميلوود التدريبي.
أشاد العديد من اللاعبين بدوره، حيث وصفه ستيفن جيرارد بـ"المساعد المثالي"، في حين قال بيتر كراوتش إنه "كان يدير الأمور" واعتبره من أفضل المدربين الذين تعامل معهم.
ساهم في سلسلة من النجاحات مع الفريق، منها الفوز بدوري أبطال أوروبا موسم 2004–05، وكأس السوبر الأوروبي 2005، وكأس الاتحاد الإنجليزي 2005–06، ودرع الاتحاد الإنجليزي 2006، بالإضافة إلى الوصول إلى نهائي دوري الأبطال موسم 2006–07.
في 1 سبتمبر 2007، أعلن أيستاران رحيله عن ليفربول بعد 11 عامًا من الشراكة مع بنيتيز. وقد اتهمه بنيتيز بـ"الخيانة" بسبب تواصله مع أندية أخرى من دون علمه، وهو ما نفاه أيستاران، قائلاً إن "بنيتيز نسي مبادئه". بعد رحيله، عرض عليه أفرام غرانت الانضمام إلى الجهاز الفني لنادي تشيلسي، لكنه رفض العرض.

### ريال سوسيداد
في يناير 2008، عُين أيستاران مديرًا رياضيًا لنادي ريال سوسيداد، لكنه استقال بعد أسابيع قليلة نتيجة خلافات مع رئيس النادي إيناكي باديولا.

### بنفيكا والعودة إلى فالنسيا
في موسم 2008–09، عمل كمدرب للياقة البدنية مع المدرب كيكي سانشيز فلوريس في نادي بنفيكا البرتغالي، حيث فاز النادي بلقب كأس الدوري.
عاد إلى فالنسيا لموسم 2009–10 كمدرب لياقة بدنية ضمن الجهاز الفني للمدرب أوناي إيمري. غادر النادي في يونيو 2010 قائلاً إنه يرغب في خوض تجارب مهنية جديدة.
```

### الأهلي دبي
بعد عام من الابتعاد عن التدريب، انضم أيستاران مجددًا إلى المدرب كيكي سانشيز فلوريس في موسم 2011–12 ضمن الجهاز الفني لنادي الأهلي الإماراتي، حيث تُوج الفريق بلقب كأس رابطة المحترفين الإماراتية.

### إستوديانتيس تيكوس
في 24 أغسطس 2013، تولى أيستاران أول منصب له كمدير فني رئيسي عندما عُين مدربًا لنادي إستوديانتيس تيكوس المكسيكي. في مايو 2014، قاد الفريق للفوز بلقب كلاوسورا 2014 من بطولة أسينسو إم إكس، بعد التغلب على كورّي كامِينوس بركلات الترجيح. ورغم الإنجاز، خسر الفريق ملحق الصعود أمام نادي ليونيس نيغروس، وبعدها نُقلت حقوق النادي إلى ساكاتيكاس. رفض أيستاران الاستمرار، معلنًا أنه لا يرغب في التدريب في الدرجة الثانية.

### مكابي تل أبيب
في 26 أغسطس 2014، تم تعيين أيستاران مديرًا فنيًا لنادي مكابي تل أبيب، خلفًا لمواطنه أوسكار غارسيا الذي استقال بسبب الحرب في غزة. في موسم 2014–15، حقق إنجازًا تاريخيًا بالفوز بثلاثية محلية غير مسبوقة: الدوري الإسرائيلي الممتاز، وكأس الدولة الإسرائيلي، وكأس التوتو، بعد الانتصار في النهائي على مكابي حيفا بنتيجة 2–1، ليصبح أول مدرب في تاريخ إسرائيل يُتوج بالبطولات الثلاث الكبرى في موسم واحد.
رغم الإنجاز، أعلن استقالته في 20 أغسطس 2015. لاحقًا، ربطت تقارير إعلامية اسمه بالعودة إلى ليفربول كمساعد للمدرب بريندان رودجرز، لكنه أوضح أنه يريد الاستمرار كمدرب أول.

### سانتوس لاجونا
في 19 أغسطس 2015، عاد أيستاران إلى المكسيك كمدرب لنادي سانتوس لاغونا خلفًا للمدرب البرتغالي بيدرو كايشينيا.
قاد الفريق في 14 مباراة رسمية محققًا 5 انتصارات و4 تعادلات و5 هزائم، وسجل الفريق 24 هدفًا وتلقى 17، بمتوسط 1.36 نقطة في المباراة. من أبرز نتائجه الفوز خارج الأرض على تشيفاس وفيراكروز بنتيجة 3–0، والانتصار الساحق 6–1 على ديبورتيفو سابريسا في دوري أبطال الكونكاكاف. في 21 نوفمبر 2015، أعلن النادي عدم استمراره للموسم التالي.

### العودة إلى فالنسيا
في 14 فبراير 2016، عاد إلى نادي فالنسيا للمرة الثالثة، لكن هذه المرة ضمن الطاقم الفني للمدرب غاري نيفيل.
في 31 مارس 2016، بعد إقالة نيفيل، تم تعيينه مدربًا أولًا حتى نهاية الموسم. خسر أول مباراة له ضد لاس بالماس، لكنه حقق بعدها ثلاث انتصارات متتالية على إشبيلية وبرشلونة وإيبار. وكان الانتصار على برشلونة (2–1) في كامب نو من أبرز النتائج، حيث ساهم في ضمان بقاء الفريق في دوري الدرجة الأولى.
في 24 مايو 2016، تم تثبيته كمدرب دائم بعقد حتى 30 يونيو 2018. لكنه أُقيل بعد بداية سيئة للموسم التالي، حيث خسر الفريق أول أربع مباريات في الدوري.

### لاس بالماس
في 27 سبتمبر 2017، تولى أيستاران تدريب نادي أودي لاس بالماس خلفًا للمدرب مانولو ماركيز. أشرف على الفريق في سبع مباريات بالدوري الإسباني، حقق خلالها تعادلًا واحدًا وتعرض لست هزائم، قبل أن تتم إقالته في 30 نوفمبر 2017.

### باتشوكا
في 29 مايو 2018، عاد أيستاران إلى الدوري المكسيكي الممتاز مدربًا لفريق باتشوكا. قاد الفريق في 28 مباراة رسمية، حقق خلالها 13 فوزًا، و7 تعادلات، و8 هزائم، وسجل 55 هدفًا وتلقى 42، بمعدل 1.64 نقطة في المباراة. بلغ الفريق نصف نهائي كأس المكسيك (أبيرتورا 2018) وحقق انتصارات لافتة، أبرزها الفوز 6–2 على نيكاكسا و3–0 على كيريتارو. غادر النادي في 20 يناير 2019 بعد بداية ضعيفة في بطولة الكلاوسورا، تضمنت خسارة 3–0 أمام كلوب أمريكا في ملعب أزتيكا.

### تونديلا
في 10 أغسطس 2020، تم تعيينه مدربًا لفريق تونديلا البرتغالي في الدوري البرتغالي الممتاز، خلفًا لمواطنه ناتشو غونزاليس. في موسمه الأول، قاد الفريق لتحقيق أفضل مركز له في تاريخه بالدوري (المركز الثاني عشر)، وضمان البقاء مبكرًا.
في الموسم التالي، قاد تونديلا إلى إنجاز تاريخي بوصوله لنصف نهائي كأس البرتغال لأول مرة. في ذهاب نصف النهائي، فاز الفريق على مافرا 3–0. رغم النجاح، غادر أيستاران النادي في 16 مارس 2022 قبل تأهل الفريق رسميًا للنهائي بمجموع 4–1.

### أستون فيلا
في 4 نوفمبر 2022، أعلن نادي أستون فيلا الإنجليزي عن تعيين أيستاران مساعدًا للمدرب أوناي إيمري. منذ وصوله، لعب دورًا محوريًا في نهضة الفريق بالدوري الإنجليزي الممتاز، بفضل خبرته وتحليله التكتيكي.
في موسم 2022–23، ساعد الفريق على إنهاء الدوري في المركز السابع والتأهل إلى دوري المؤتمر الأوروبي. في الموسم التالي، وصل الفريق إلى نصف نهائي البطولة بعد الفوز على ليل بركلات الترجيح. كما احتل المركز الرابع في الدوري، ليتأهل إلى دوري أبطال أوروبا لأول مرة منذ موسم 1982–83.
في موسم 2024–25، بلغ الفريق ربع نهائي دوري الأبطال، لكنه أقصي أمام باريس سان جيرمان بمجموع 5–4. كما وصل الفريق إلى نصف نهائي كأس الاتحاد الإنجليزي، حيث خسر أمام كريستال بالاس على ملعب ويمب

## الإنجازات
فالنسيا
- الدوري الإسباني (2): 2001–02، 2003–04
- كأس الاتحاد الأوروبي (1): 2003–04

ليفربول
- دوري أبطال أوروبا (1): 2004–05
- دوري أبطال أوروبا الوصيف: 2006–07
- كأس السوبر الأوروبي (1): 2005
- كأس الاتحاد الإنجليزي (1): 2005–06
- درع الاتحاد الإنجليزي (1): 2006

بنفيكا
- كأس الدوري البرتغالي (1): 2008–09

تيكوس
- أسينسو إم إكس (1): كلاوسورا 2014

مكابي تل أبيب
- الدوري الإسرائيلي الممتاز (1): 2014–15
- كأس الدولة الإسرائيلي (1): 2014–15
- كأس التوتو (1): 2014–15

تونديلا
- كأس البرتغال الوصيف: 2021–22

## روابط خارجية
- باكو أيستاران على موقع قاعدة بيانات كرة القدم.إي يو (الإنجليزية)
- باكو أيستاران على موقع Soccerbase.com (مدرب) (الإنجليزية)
- باكو أيستاران على موقع Soccerway.com (الإنجليزية)
- باكو أيستاران على موقع عالم كرة القدم.نت (الإنجليزية)